# World Atlas of Language Structures

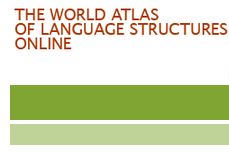
Logotipo del WALS

El World Atlas of Language Structures (WALS) o Atlas Mundial de Estructuras Lingüísticas es una base de datos de propiedades estructurales (fonológicos, gramaticales, etc.) de las lenguas del mundo recopiladas a partir de referencias académicas de diverentes lenguas Inicialmente, fue publicado por la editorial de la Universidad de Oxford como libro junto con un CD-ROM en 2005, mientras que la segunda edición se publicó directamente en internet en abril de 2008. Actualmente el Instituto Max Planck se encarga de mantener dicha base de datos actualizada, a través de su departamento de antropología evolutiva. Los editores son Martin Haspelmath, Matthew S. Dryer, David Gil y Bernard Comrie.
Este atlas proporciona información sobre la ubicación, la afiliación lingüística y tipología lingüística básica. Actualmente está vinculado con Google Maps. La información de dicho atlas se publica bajo licencia de tipo Creative Commons. Además WALS es parte de un proyecto sobre variación lingüística, que incluye otras bases de datos similares.